# ایلاری بلاسی
ایلاری بلاسی (ایتالیایی: Ilary Blasi؛ زادهٔ ۲۸ آوریل ۱۹۸۱) شوگرل، مدل، ستاره و بازیگر اهل ایتالیا است. او بازیگری را از سنین خردسالی آغاز کرده‌است. او در سال ۲۰۰۵ با فرانچسکو توتی ازدواج کرد و در سال ۲۰۲۲ به خاطر خیانت به توتی طلاق گرفت.
اولین فرزند ایلاری و فرانچسکو کریستین، دومین فرزندشان شنل و سومین آن‌ها دختری به نام ایزابل است.
ایلاری بلازی و فرانچسکو توتی در تابستان سال ۲۰۲۲ پس از قریب به ۱۸ سال زندگی مشترک و ۲۳ سال آشنایی از هم جدا شدند 
ایلاری پس از جدایی از همسر سابق خود، با باستین مولر آلمانی وارد رابطه شد. 
از فیلم‌هایی که وی در آن‌ها نقش داشته‌است، می‌توان به بزرگ که شدم اشاره نمود.